# Župnija Šempeter v Savinjski dolini
Župnija Šempeter je rimskokatoliška teritorialna župnija dekanije Žalec škofije Celje.
Do 7. aprila 2006, ko je bila ustanovljena škofija Celje, je bila župnija del celjskega naddekanata škofije Maribor.